# Ratthaphon Phoopharot
Ratthaphon Phoopharot (thailändisch รัฐพล ภูผารส, * 21. Februar 2002) ist ein thailändischer Fußballspieler.

## Karriere
Ratthaphon Phoopharot steht seit 2021 beim Khon Kaen FC unter Vertrag. Der Verein aus Khon Kaen spielte in der zweithöchsten Liga des Landes, der Thai League 2. Sein Zweitligadebüt gab er am 6. Februar 2021 im Auswärtsspiel beim Nongbua Pitchaya FC. Hier stand er in der Startelf und spielte die kompletten 90 Minuten. Das Spiel gewann Nongbua mit 1:0. Am Ende der Saison 2021/22 musste er mit Khon Kaen als Tabellenvorletzter in die dritte Liga absteigen.